# 도곡중앙초등학교
도곡중앙초등학교는 대한민국 전라남도 화순군에 있는 공립 초등학교이다.

## 학교 연혁
- 1934년 4월 25일: 도곡공립보통학교 부설 월곡간이학교 인가
- 1943년 4월 1일: 도곡남국민학교 승격, 개교
- 1965년 6월 11일: 도곡중앙국민학교로 개칭

## 같이 보기
- 삼지재 - 화순군 향토문화유산 제15호

## 참고 자료
- 도곡중앙초등학교 - 한국교육학술정보원 학교알리미